# Десять заповедей (фильм, 1956)
«Десять заповедей» (англ. The Ten Commandments) (1956) — пеплум Сесила Демилля, поставившего ремейк своего одноимённого немого фильма 1923 года, последняя работа режиссёра. Экранизация произведения Дж. Х. Ингрэма по ветхозаветной Книге Исход, повествующей о египетском рабстве древних евреев и избавлении их пророком Моисеем. Лауреат премии «Оскар» за лучшие спецэффекты при семи номинациях.
В 1999 году включён в Национальный реестр фильмов, обладающих «культурным, историческим или эстетическим значением». Самый кассовый фильм года и второй по сборам десятилетия. Занимает 8-е место в десятке самых кассовых фильмов с учётом инфляции ($ 2 356 000 000).

## Сюжет
По совету придворных магов фараон Рамсес I приказывает убить всех новорожденных еврейских мальчиков. Одна еврейка Иохаведа, чтобы спасти новорожденного сына, положила его в корзинку и пустила по течению Нила. В зарослях тростника корзинку с младенцем находит бездетная дочь фараона Бифия и усыновляет малыша, несмотря на протесты преданной служанки Мемнет, сразу узнавшей иудейский узор на покрывале. Царевна нарекает мальчика Моисеем.
Годы спустя Моисей состоялся как полководец, фараон Сети I видит в нём своего преемника. Между Моисеем и Нефертири вспыхивает любовь, однако царевич Рамсес также влюблён в девушку и из зависти старается очернить соперника перед фараоном.
Воспитанный в роскоши Моисей, однако, жалеет рабов, пытается облегчить их условия труда. Однажды он даже спасает от гибели пожилую женщину, не ведая, что она его родная мать. Тесно общаясь с евреями Моисей узнает об их Боге, который, согласно поверьям, однажды пошлёт Избавителя и освободит от уз рабства.
Рамсес подкупает еврея Дафана, который соглашается добыть необходимую информацию о Моисее. Мемнет нарушает данное Бифии молчание, и происхождение Моисея становится известно во дворце. Моисей ищет дом родной матери и знакомится с сестрой Мариам и братом Аароном.
Заприметив привлекательную водоноску Лилию, надзиратель Бака хочет забрать её к себе в наложницы, хотя у неё есть жених, каменотёс Иисус. Он пытается спасти любимую, но его хватают и собираются сослать в каменоломни. На помощь Иисусу приходит Моисей, который убивает надзирателя. Об этом Дафан докладывает Рамсесу, прося за услугу Лилию. Моисея приводят к фараону как преступника и изгоняют из Египта в пустыню. Трон и Нефертири достаются Рамсесу.
Скитаясь по пустыне, исчерпав все запасы воды и еды, Моисей достигает земли Мадиамской, где останавливается в доме священника Иофора и становится пастухом. Он принимает предложение Иофора жениться на одной из его дочерей и выбирает старшую Сепфору, чтобы забыть любовь к Нефертири.
Спустя годы, Иисус сбегает из каменоломен в землю Мадиамскую, а Моисею из горящего куста Бог приказывает вернуться в Египет и освободить его народ из рабства. Рамсес не внемлет словам Моисея и обрекает рабов на непосильную работу. В Нефертири воскресает былое чувство к Моисею, но тот остаётся верным своей жене и отвергает царицу.
На Египет обрушиваются казни, которые не убеждают Рамсеса отпускать евреев. Нефертири ожесточает сердце Рамзеса, и он приказывает истребить всех еврейских первенцев, начиная с Гирсама - сына Моисея. Нефертири спасает его, отсылая мальчика вместе с матерью обратно в землю Мадиамскую. Моисей сообщает царице неотвратимую волю Бога — умрут все первенцы египтян. Ночью с неба на землю опускается туман, который убивает всех первенцев, обходя дома с помеченными кровью ягнёнка дверями.
Опустошённый смертью единственного сына, Рамзес отпускает евреев. Вместе с приёмным сыном уходит и Бифия. Также из Египта изгоняют Дафана. Когда евреи покидают Египет, Нефертири, озлобленная равнодушием Моисея, требует от Рамзеса его крови. Фараон бросается в погоню. Когда египтяне почти настигают евреев, Бог преграждает им путь огненным столбом, а Моисей с помощью посоха повелевает водам моря расступиться. Евреи благополучно переходят на противоположный берег, преследователи же погибают под обрушившимися волнами.
У подножия горы Синай, куда отправился Моисей, бунтовщику Дафану снова удаётся взять власть над большей частью соплеменников, он заставляет Аарона сделать золотого тельца, прикрываясь лицемерными фразами о своём сочувствии горю семьи Моисея из-за его смерти. Устроив перед тельцом праздник, евреи предаются разврату, в этот момент с Синая спускается Моисей со скрижалями в руках. В гневе он разбивает скрижали и разрушает золотого тельца, в образовавшуюся расщелину падают все восставшие во главе с Дафаном.
Через сорок лет у пределов Земли Обетованной постаревший Моисей назначает Иисуса своим преемником, и на этот раз любящая его Сепфора не может пойти вместе с ним — Бог забирает его к себе.

## В ролях
- Чарлтон Хестон — Моисей
- Юл Бриннер — Рамсес II

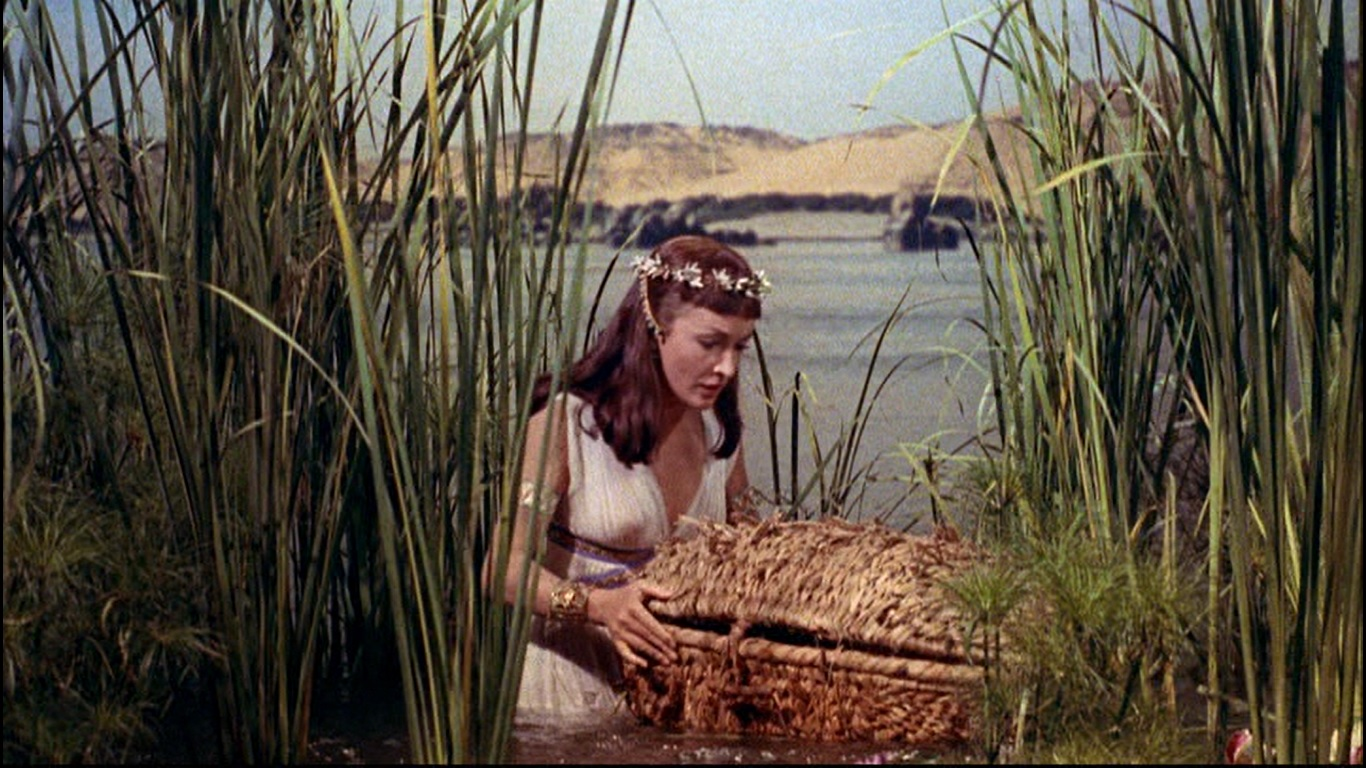
Нина Фох в роли царевны Бифии

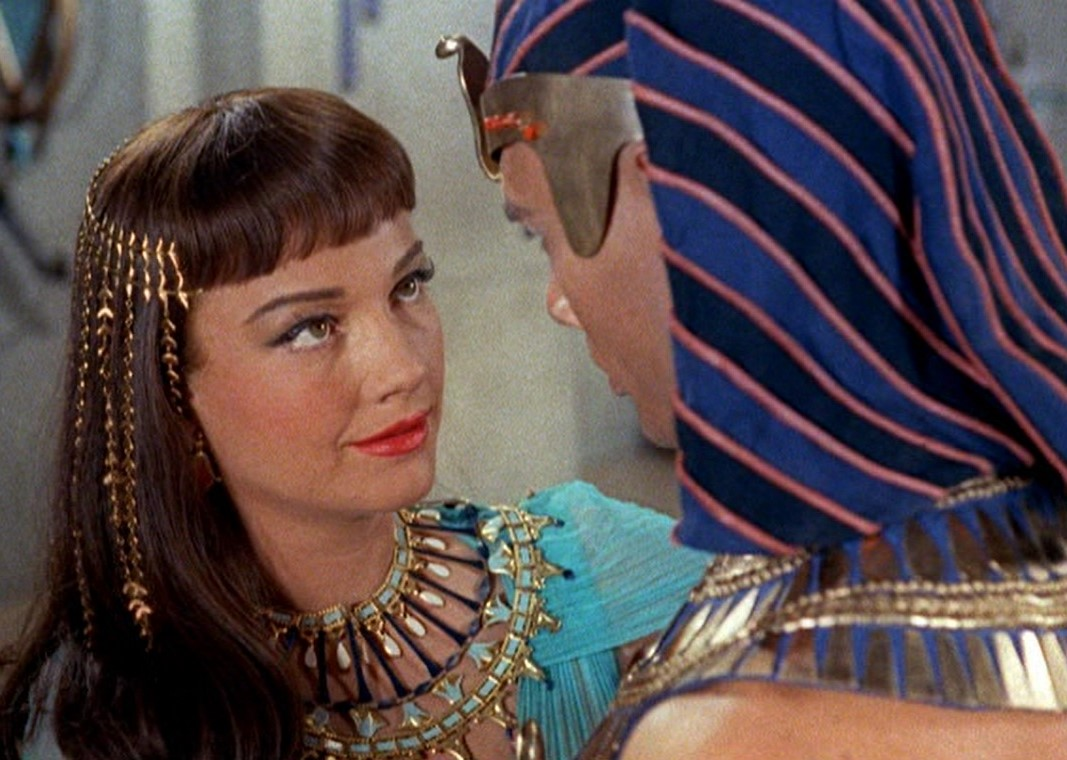
Энн Бакстер в роли Нефертари

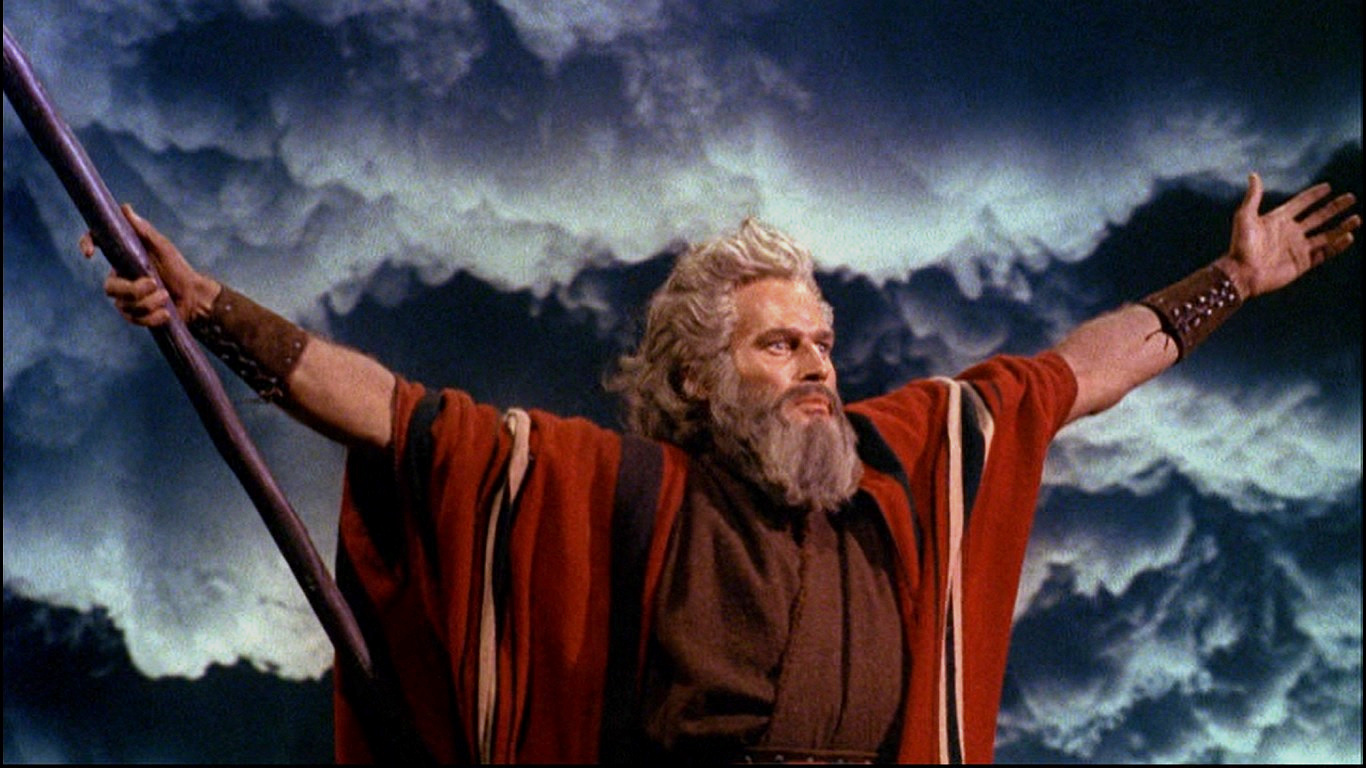
Чарлтон Хестон в роли Моисея

- Энн Бакстер — Нефертари, жена Рамсеса II
- Ивонн де Карло — Сепфора, старшая дочь Иофора, жена Моисея
- Нина Фох — Бифия,  дочь Рамсеса I, приёмная мать Моисея
- Марта Скотт — Иохаведа, мать Моисея
- Седрик Хардвик — Сети I
- Джудит Андерсон — Мемнет, служанка Бифии
- Эдвард Робинсон — Дафан, старший еврей-надсмотрщик
- Джон Дерек — Иисус Навин, друг и помощник Моисея
- Дебра Пейджит — Лилия, возлюбленная Иисуса, наложница Дафана
- Винсент Прайс — Бака, старший строитель
- Джон Кэррадайн — Аарон, старший брат Моисея, отец Елеазара
- Олив Диринг — Мариам, старшая сестра Моисея
- Дугласс Дамбрилл — Ианний[англ.], придворный маг
- Эдуард Франц — Иофор, священник Мадиамский, отец Сепфоры
- Фрэнк де Кова — Авирам
- Юджин Маццола — сын Рамсеса и Нефертари
- Томми Дюран — Гирсам, сын Моисея и Сепфоры
- Ян Кейт — Рамсес I
- Фрэнк Уилкокс — Вазир, капитан стражи фараона
- Джон Мильян — слепой
- Джулия Фэй — Элишева, жена Аарона
- Клинт Уокер — сардинский капитан
- Рэмзи Хилл — Корей, соратник Дафана в бунте
- Джоан Вудбери — жена Корея
- Джоанна Мерлин — дочь Иофора
- Джон Харт — критский посол (в титрах не указан)
- Питер Болдуин — эпизод (в титрах не указан)

## Премии и награды

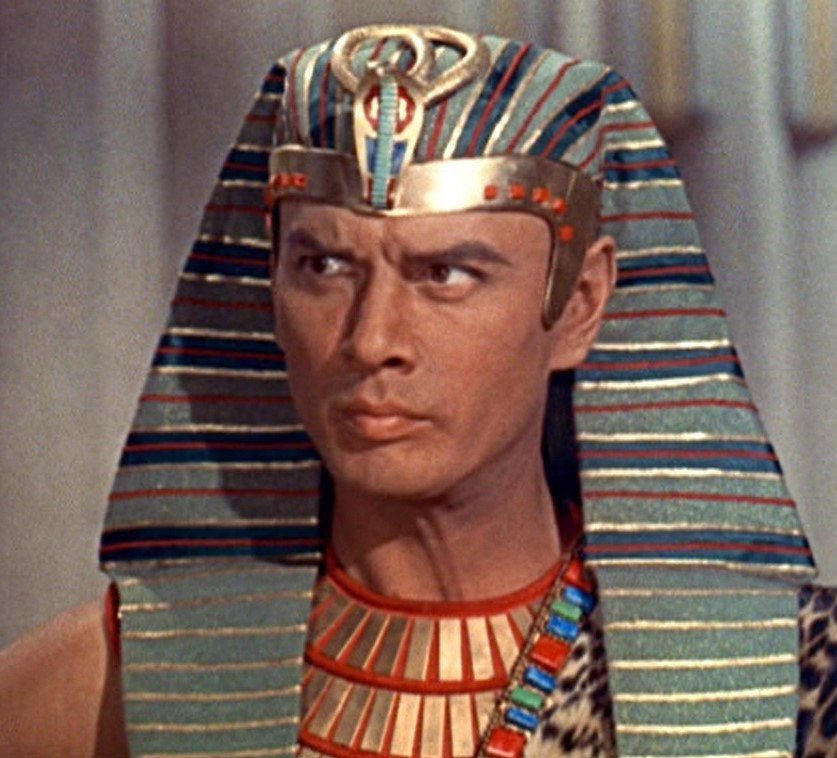
Юл Бриннер в роли фараона Рамсеса II

- 1956 — Премия Национального совета кинокритиков США
- Лучшая мужская роль (Юл Бриннер) (также за фильмы «Король и я» и «Анастасия»)
- 1957 — номинация на премию «Золотой глобус»
  - Лучшая мужская роль  (Чарлтон Хестон)
- 1957 — Премия Оскар:
  - Лучшие визуальные эффекты (Джон П. Фултон)
  - Номинации:
  - Лучший фильм (Сесил Демилль)
  - Лучший монтаж (Энн Боченс)
  - Лучшая операторская работа (цветной фильм) (Лойал Григгс)
  - Лучшая работа художника-постановщика
  - Хэл Перейра, Уолтер Х. Тайлер, Альберт Нозаки (постановщики)
  - Сэмуэл М. Комер, Рэй Мойер (декораторы)
  - Лучший дизайн костюмов (Эдит Хэд, Ральф Джестер, Джон Дженсен, Дороти Джикинс, Арнольд Фриберг
  - Лучший звук (Лорен Л. Райдер (Paramount SSD))

По версии Американского института кино картина занимает ряд мест:
- 24-е место в списке мужчин списка «100 звёзд» (Эдвард Г. Робинсон)
- 43-е место в списке «100 героев и злодеев»  (Моисей)
- 79-е место в списке «100 вдохновляющих фильмов»
- 10-е место в списке «10 лучших эпических фильмов» «10 фильмов из 10 жанров»